# 今井慎太郎
今井 慎太郎（いまい しんたろう、1974年 - ）は、長野県杖突峠出身の電子音楽作曲家。

## 略歴
IRCAMにて電子音楽を学んだ後、DAADベルリン客員芸術家として、ベルリン工科大学を拠点に創作活動を行う。国立音楽大学音楽学部演奏・創作学科コンピュータ音楽専修教授。

## 代表的な作品
- オルガンとコラール、弦楽器、エレクトロニクスのための『モーメント』
- ピアノとリアルタイム音響映像処理のための『動きの形象 II』
- チェロとエレクトロニクスのための『青の争い』
- バウハウス舞台『record dances』
- DAADポートレート・コンサート："Sound Creature" by Shintaro IMAI